# Edward Jan Römer
Edward Jan Römer (białor. Эдвард Ян Ромер, ur. 14 maja 1806 w Wilnie, zm. 15 maja 1878) – działacz społeczny, pisarz, tłumacz i malarz, ojciec Alfreda Izydora Römera i Edwarda Mateusza Jana Römera.
Był synem pisarza Michała Józefa. Studiował na Uniwersytecie Wileńskim, malarstwa uczył się u Jana Rustema.
Podczas Powstania Listopadowego był związany z Centralnym Wileńskim Komitetem Powstańczym. W roku 1833 został uwięziony i skazany na dożywotnie wygnanie do Wołogdy, lecz już po roku otrzymał zezwolenie na powrót. W roku 1834 nawiązał współpracę z Komitetem Litewskim oraz z przebywającym na emigracji Adamem Józefem Czartoryskim.
W lipcu 1838 został powtórnie uwięziony w  związku ze sprawą Szymona Konarskiego i znów zesłany do Wołogdy, gdzie pozostał do roku 1852. Po powrocie do Wilna był pod nadzorem policji. Został dyrektorem II oddziału Towarzystwa Dobroczynności. Podczas Powstania Styczniowego znalazł się w areszcie domowym. Zajmował się pisaniem epigramów na znanych współczesnych, tłumaczeń, portretów członków swojej rodziny.

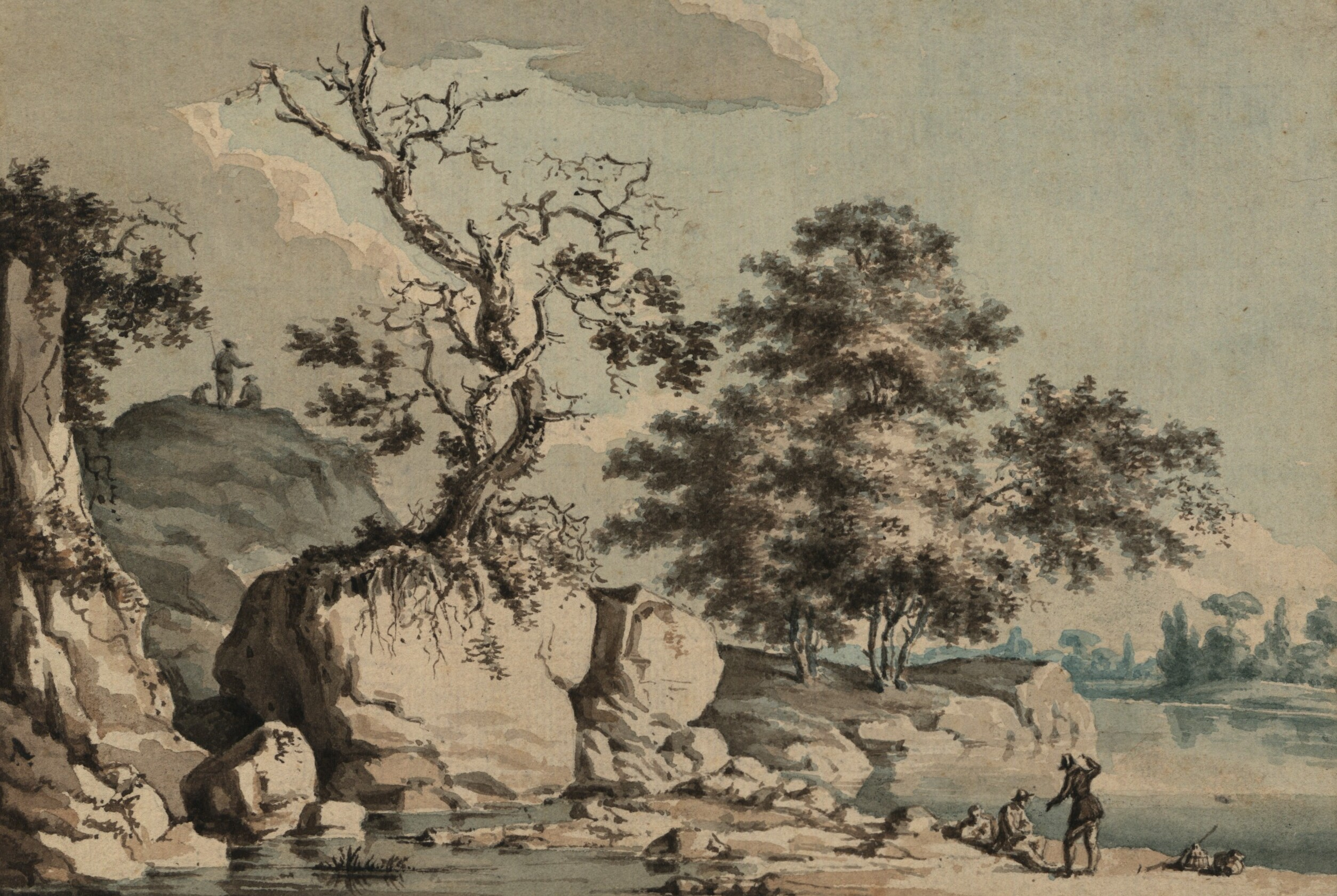
[https://polona.pl/item/pejzaz-z-usychajacym-drzewem,NzgzNDE1/ Pejzaż z usychającym drzewem